# Полярография
Полярография — электрохимический метод количественного анализа и изучения кинетики химических процессов, основанный на использовании ртутного капающего электрода, предложенный в 1922 году чешским химиком Ярославом Гейровским . За разработку этого метода ему была присуждена в 1959 году Нобелевской премия по химии.

## История
Метод полярографии предложен чешским химиком Ярославом Гейровским в 1922 году, когда он изучал влияние напряжения, приложенного к ртутной капле, погружённой в водный раствор, на величину поверхностного натяжения («электрокапиллярный эффект»). Гейровский  заметил, что величина тока, протекающего через каплю, зависит от состава раствора. Основываясь на этом открытии  Гейровский разработал аналитический метод, основанный на измерении зависимости тока от напряжения на ртутно-капельном электроде. Получающиеся в итоге измерения вольт-амперные кривые или вольтамперограммы позволяют сделать выводы о составе раствора, проводить одновременно качественный и количественный анализ содержащихся в растворе микропримесей. В 1959 году за метод полярографии Гейровскому была присуждена Нобелевская премия по химии.
В СССР первым исследователем метода полярографии была Евгения Варасова, работавшая в Чехословакии ассистентом профессора Гейровского. После возвращения в Ленинград Варасова перевела книгу Гейровского «Полярографический метод. Теория и практическое применение». В 1938 году Особой тройкой УНКВД ЛО Евгения Варасова была приговорена по ст. 58-6 УК РСФСР к высшей мере наказания и расстреляна.

## Принцип метода
Протекание электрического тока в водном растворе связано с движением ионов, образованных в результате электролитической диссоциации. Протекание тока через металлы и углеродные материалы обусловлено движением электронов. Поэтому для движения тока на границе электрод-раствор должен существовать определённый электрохимический процесс (электрохимическая реакция), обеспечивающий переход потока ионов в поток электронов.  Количество прореагировавшего вещества пропорционально прошедшему через электрод заряду законом Фарадея, то есть:
{\displaystyle M={\frac {M_{\text{экв}}*Q}{z*F}}},
где M — масса прореагировавшего вещества, Mэкв — эквивалентная масса прореагировавшего вещества, Q — прошедший через электрод заряд, z — количество электронов, участвующих в превращении одной молекулы или одного иона, F — число Фарадея, задающее коэффициент пропорциональности. Число Фарадея равно 96485 Кл/моль и представляет собой число Авогадро, умноженное на заряд электрона.
Если отнести уравнение выше к единице времени, то масса превратится в массовую скорость реакции (поток вещества) J, а заряд — в ток i, которые обычно относят к единице поверхности электрода (плотность тока):
{\displaystyle M={\frac {M_{\text{экв}}*I}{z*F}}}.
Метод основан на анализе кривых зависимостей силы тока от приложенного к электрохимической ячейке напряжения — так называемых полярограмм. В зависимости от формы и скорости изменения поляризующего напряжения различают постояннотоковую (классическую), переменнотоковую, высокочастотную, импульсную, осциллографическую полярографию; варианты метода имеют различные чувствительность (минимально определяемая концентрация вещества) и разрешающую способность (допустимое отношение концентраций определяемого компонента и сопутствующих).
В ячейке для полярографии присутствуют поляризуемый и неполяризуемый электроды, площадь первого должна быть значительно меньше площади второго — в таком случае идущая на нём электродная реакция не вызывает заметных химических изменений в растворе или изменения разности потенциалов. В качестве поляризуемого электрода могут быть использованы ртутно-капающий электрод, стационарный ртутный электрод, твёрдые электроды из графита, благородных металлов и пр.

## Использование ртути
Выбор ртутного электрода в первых вариантах полярографии не случаен. На ртутном электроде в водном растворе, содержащем электрохимически неактивные соли, например, фторид натрия, в широком диапазоне напряжений не протекает никаких реакций, связанных с протеканием тока через электрод. Поэтому, если прикладывается какое-то напряжение к ртутно-капельному электроду, ток остаётся нулевым, так как никаких реакций на электроде нет. Такой электрод называется поляризуемым, от слова «поляризация», что в данном случае означает отклонение потенциала (напряжения) на электроде от равновесного значения. Возможность изменять напряжение позволяет измерить вольтамперограмму.
В качестве противоположного примера — обычно платиновый электрод в водном растворе. За счёт высоких каталитических свойств платины при приложении отрицательных напряжений на платине выделяется водород с соответствующим протеканием тока (восстановление воды), а при приложении положительных потенциалов — кислород (окисление воды) с соответствующим протеканием тока в одном и другом направлении. Поэтому невозможно произвольно менять напряжение на платиновом электроде в водном растворе, не создавая значительного тока. Такой электрод называется неполяризуемым. Для него нельзя произвольно изменять напряжение и измерить аналитическую вольтамперограмму. Капающий электрод позволяет всё время обновлять поверхность датчика. Есть и некоторые другие достоинства ртутного электрода, связанные с химическими свойствами ртути.
При использовании такого "капающего электрода" нарушаются гигиенические нормы концентрации ртути. Поэтому главным недостатком является токсичность ртути и её испарений. 

## Применение метода
Полярография широко используется в металлургии, геологии, органической химии, медицине, электрохимии для определения ряда ионов (кадмий, цинк, свинец и др.), органических веществ (аминокислот, витаминов), их концентрации, для изучения механизма электродных и фотохимических реакций, протекающих в фотоэлектрохимических ячейках (см. ячейка Гретцеля).